# 冒險旅遊

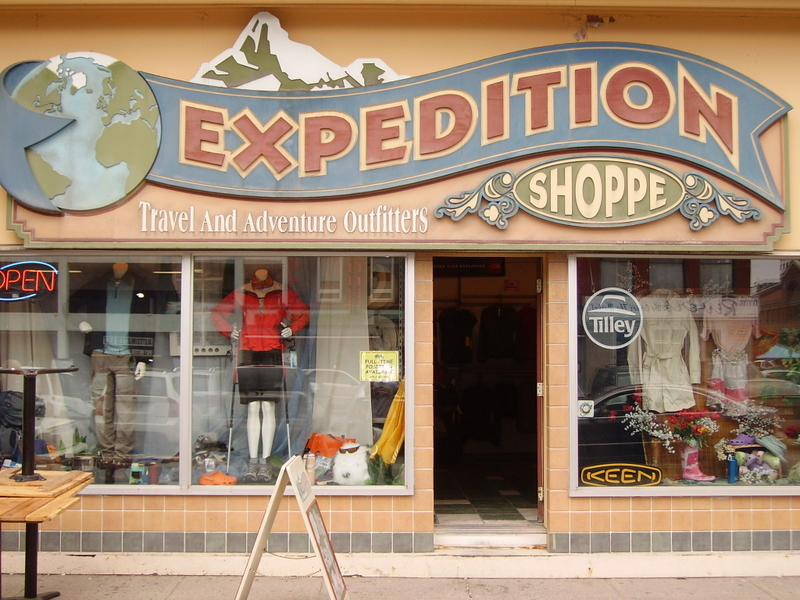
加拿大安大略省渥太華的戶外旅行和探險裝備商店

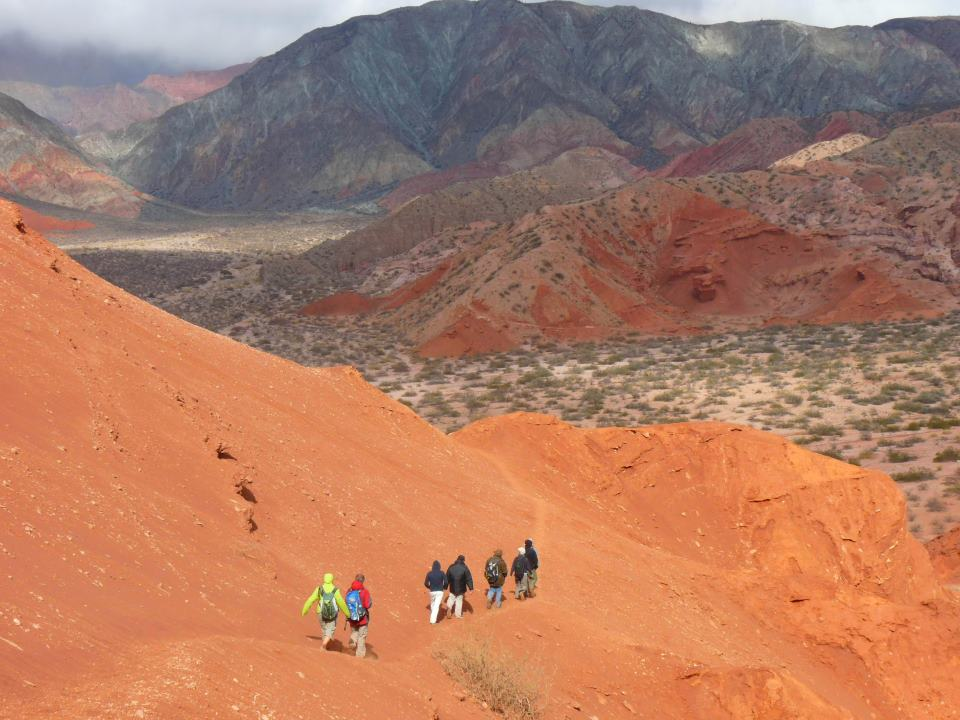
在阿根廷薩爾塔省卡法亞特克夫拉達德拉斯孔查斯徒步旅行

冒險旅遊（英語：Adventure travel），又譯探險旅行，是一種具有探索教育或探險教育活動的旅遊方式，意味從事的休閒旅遊可能存在挑戰與風險，但是在冒險教育的意義上則需要經過技術與安全的訓練，讓參與人員在安全保障下獲得身心愉快。在美國，探險旅行在20世紀末至21世紀初呈現了增長態勢，因為遊客尋求非同尋常或「人跡罕至的道路」式的假期，但缺乏明確的操作性定義阻礙了對市場規模和成長的衡量。根據美國探險旅行貿易協會的說法，探險旅行可以是任何包含體力活動、文化交流以及戶外活動和自然聯繫的旅遊活動。
遊客可能為了追求刺激的感覺，從而走出自己的舒適圈。刺激感可以源自於文化衝擊，或做了一些需要付出巨大努力並涉及一定程度風險（真實或感知風險或身體危險）的事情，包括登山、健行、高空彈跳、山地自行車、騎自行車、獨木舟、水肺潛水、漂流、划橡皮艇、高空滑索、滑翔傘、健行、探險、尋寶、峽谷探險、滑沙、洞穴探險和攀岩等活動。一些鮮為人知的探險旅行形式亦包括災難旅遊、貧困旅遊、社交旅遊和叢林旅遊。

## 外部連結
- 维基共享资源上的相關多媒體資源：冒險旅遊
- Scuba divers swim among the sharks, Fayetteville Observer